# 東北高等学校 (韓国)
東北高等学校（トンブクこうとうがっこう）は、ソウル特別市江東区にある私立高等学校である。2007年から2012年にかけてFCソウルがサッカー部の運営を行っており、実質的に同クラブの下部組織としての役割を担っていた。

## 歴史
- 1953年6月4日 - 財団法人チャンイン学園を設立
- 1953年8月1日 - 釜山分校を開校
- 1953年9月10日 - ソウル本校が開校
- 1954年4月1日 - 釜山分校を本校に統合（ソウル特別市中区・奨忠洞）
- 1980年12月24日 - 現在地に移転

## 主な出身者
- 洪明甫 - 元プロサッカー選手
- 崔成国 - 元プロサッカー選手
- 金殷中 - 元プロサッカー選手
- 孫興慜 - プロサッカー選手